# Bahar Idriss Abu Garda
Bahar Idriss Abu Garda (født 1963) er en sudaneser, der af den Internationale Straffedomstol har været anklaget for ved tre tilfælde at have begået krigsforbrydelser. Han kommer fra Zaghawa-stammen, Sudan. 

## Anklager
Chefanklageren ved den Internationale Straffedomstol, Luis Moreno-Ocampo anklagede den 7. maj 2009 Bahar Idriss Abu Garda for ved tre tilfælde at have begået krigsforbrydelser i Darfur, Sudan. Bahar Idriss Abu Garda fremmødte frivilligt ved den Internationale Straffedomstol i Haag, Holland. Sagen blev dog afvist den 8. februar 2010, og den 23. april 2010 afvistes chefanklagerens anmodning om at genoptage sagen. Domstolen mente ikke at der var tilstrækkelige beviser mod Bahar Idriss Abu Garda, og vil først genoptage sagen når og hvis chefanklageren fremkommer med yderligere bevismateriale.